# E25A (Ecuador)
De E25A of Troncal de la Costa Alterna (Alternatieve noord-zuidweg van de kust) is een primaire nationale weg in Ecuador. De weg loopt door Santo Domingo de los Tsáchilas en is 10 kilometer lang.